# Internationale Filmfestspiele Berlin 2016

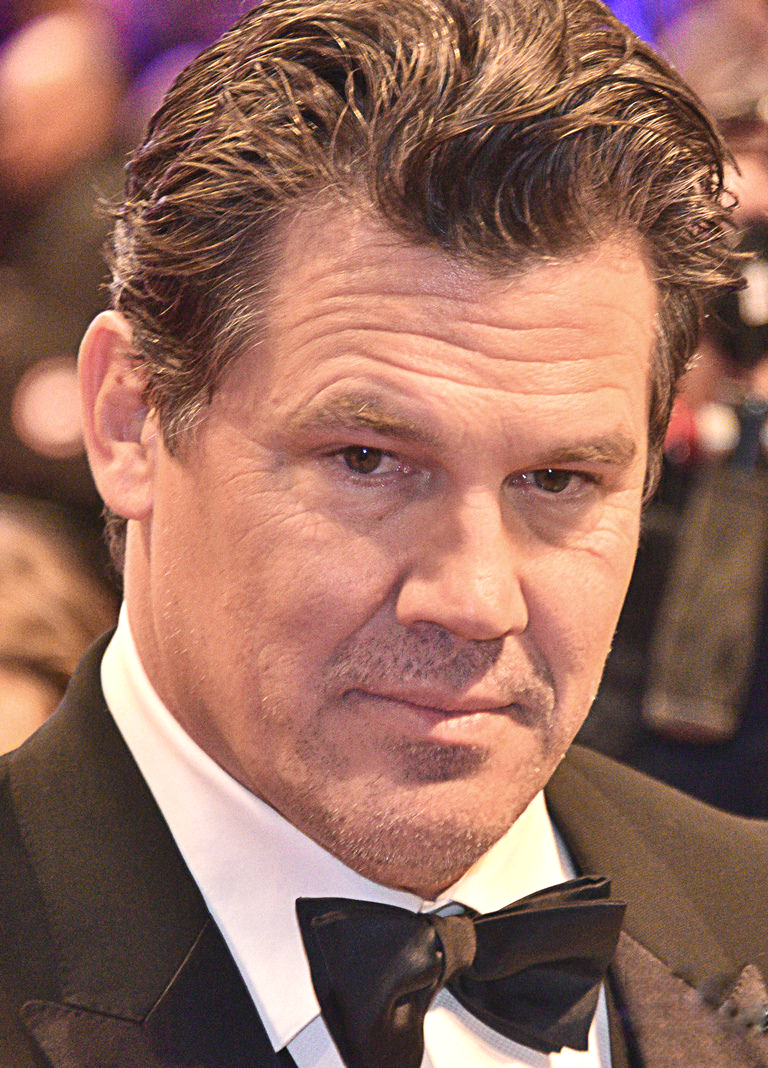
Josh Brolin vor der Premiere des Eröffnungsfilms Hail, Caesar!.

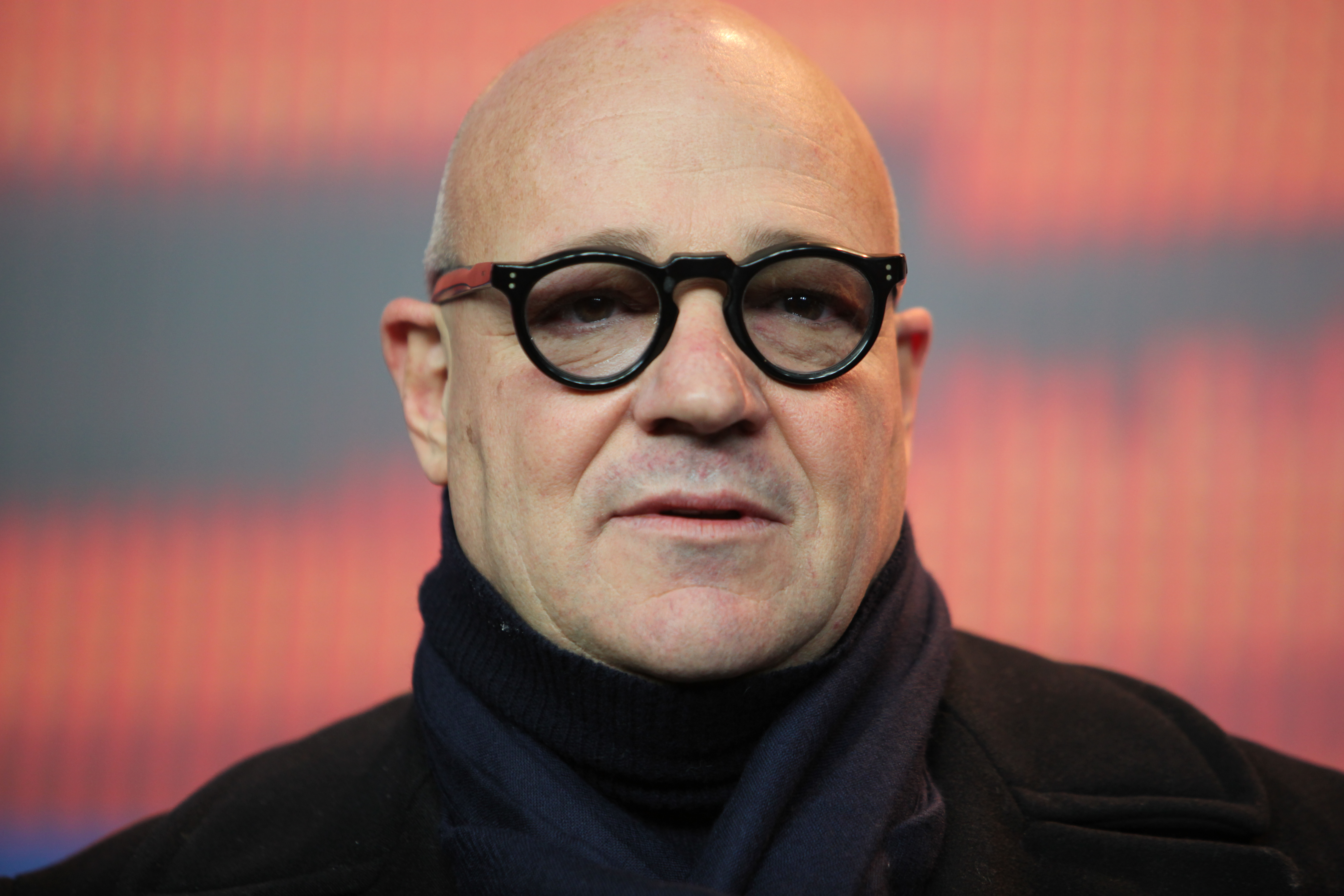
Gianfranco Rosi bei der Pressekonferenz für seinen Wettbewerbsfilm Fuocoammare.

Die 66. Internationalen Filmfestspiele Berlin (Berlinale) fanden vom 11. bis 21. Februar 2016 statt. Sie standen zum 15. Mal unter der Leitung von Dieter Kosslick. Meryl Streep übernahm den Vorsitz der Internationalen Jury.
Eröffnet wurde die Berlinale 2016 mit Joel und Ethan Coens Komödie Hail, Caesar! mit Josh Brolin in der Hauptrolle.
Mit dem Goldenen Bären wurde der Dokumentarfilm Fuocoammare des italienischen Regisseurs Gianfranco Rosi ausgezeichnet, der das Alltagsleben der Inselbewohner von Lampedusa neben der Suche und Ankunft von Geflüchteten zeigt. Der Film Inhebbek Hedi des tunesischen Regisseurs Mohamed Ben Attia bekam zwei Auszeichnungen: den Preis für den Besten Erstlingsfilm und den Silbernen Bären für den besten Darsteller für Majd Mastour.
Michael Ballhaus wurde auf der 66. Berlinale mit dem Goldenen Ehrenbären für sein Lebenswerk geehrt. Die Berlinale Kamera erhielten 2016 Ben Barenholtz, Tim Robbins und Marlies Kirchner.

## Offizielle Sektionen

### Internationaler Wettbewerb

#### Internationale Jury

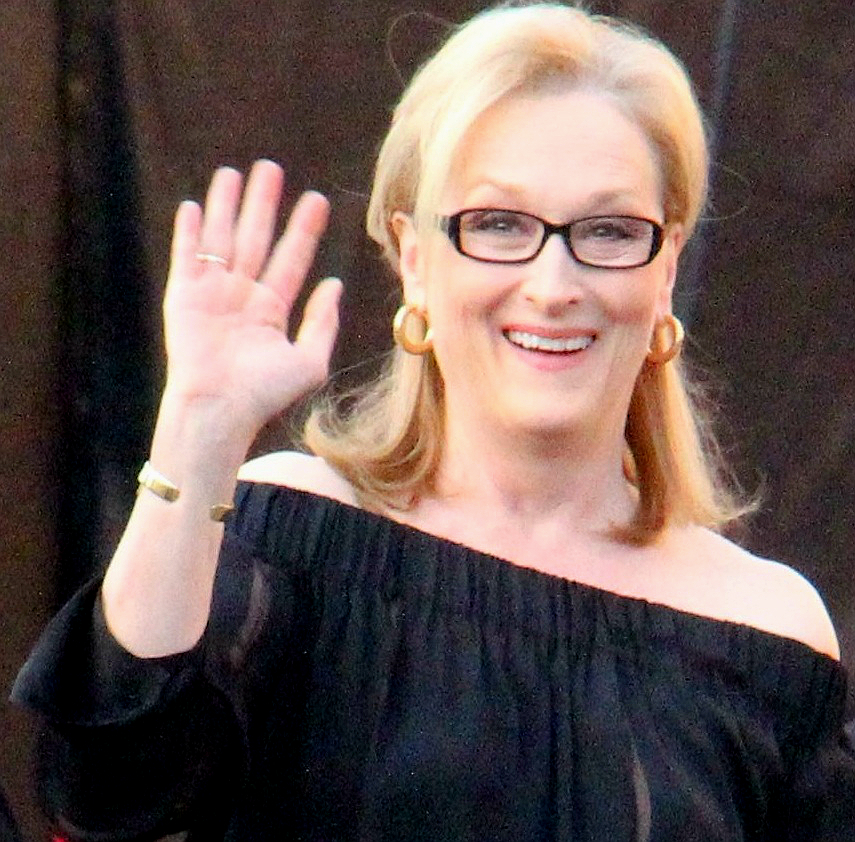
Meryl Streep (2014)

Als Jury-Präsidentin der Berlinale 2016 wurde Mitte Oktober 2015 Meryl Streep präsentiert. Damit ist sie die dritte US-amerikanische Filmschaffende in Folge nach James Schamus (2014) und Darren Aronofsky (2015), die diese Aufgabe übernimmt. Streep gilt als beste Filmschauspielerin ihrer Generation und in Amerika als konkurrenzlos. In ihrer mittlerweile fünf Jahrzehnte währenden Filmkarriere wurde sie für 19 Oscars nominiert, so oft wie kein anderer Schauspieler, und gewann den Preis bislang dreimal. Für Streep ist es die erste Jurorenaufgabe bei einem Filmfestival („Jede Gelegenheit zu diesem Festival zurückzukehren ist fantastisch, doch der Juryaufgabe sehe ich mit besonders großer Freude und Spannung entgegen. Die Verantwortung ist fast etwas einschüchternd, da ich noch nie Präsidentin von irgendetwas gewesen bin. […]“), die sich neben ihrer Arbeit vielfach engagiert, etwa für die Abrüstung, AIDS-Hilfe, Friedensbewegung, Umwelt, den Kampf gegen die Atomkraft und Armut sowie für die Gleichberechtigung der Frauen in der Filmindustrie. Auf der Berlinale war sie in der Vergangenheit häufig mit Filmen zu Gast und wurde mehrfach geehrt und preisgekrönt (unter anderem Berlinale Kamera 1999, Darstellerpreis für The Hours – Von Ewigkeit zu Ewigkeit 2003, Goldener Ehrenbär und filmische Hommage 2012).
Der Jury-Präsidentin stehen bei der Vergabe der Preise mehrere Jurymitglieder zur Seite, die bei der offiziellen Vorstellung des Programms am 2. Februar 2016 benannt wurden:
- Lars Eidinger, deutscher Schauspieler
- Nick James, britischer Filmkritiker
- Brigitte Lacombe, französische Fotografin
- Clive Owen, britischer Schauspieler
- Alba Rohrwacher, italienische Schauspielerin (Shooting Star auf der Berlinale 2009)
- Małgorzata Szumowska, polnische Filmregisseurin (Regiepreis 2015, Teddy Award 2013)

#### Filme
Die ersten Filme für den Wettbewerb um den Goldenen Bären wurden am 11. Dezember 2015 bekanntgegeben. Am 11. Januar 2016 folgten neun weitere Filme und am 20. Januar 2016 der Rest der Wettbewerbsbeiträge. Keiner der eingeladenen Filmemacher konnte bislang den Goldenen Bären für den besten Spielfilm gewinnen.
| Filmtitel (Verweistitel)                       | Regie                | Land                                            | Darsteller (Auswahl) |
| ---------------------------------------------- | -------------------- | ----------------------------------------------- | --- |
| Alles was kommt                                | Mia Hansen-Løve      | Frankreich, Deutschland                         | Isabelle Huppert, Roman Kolinka, Édith Scob, André Marcon |
| Boris sans Béatrice                            | Denis Côté           | Kanada                                          | James Hyndman, Simone-Elise Girard, Denis Lavant, Isolda Dychauk, Dounia Sichov                                                                                         |
| Briefe aus dem Krieg                           | Ivo M. Ferreira      | Portugal                                        | Miguel Nunes, Margarida Vila-Nova |
| Chang Jiang Tu                                 | Yang Chao            | China                                           | Qin Hao, Xin Zhi Lei |
| A Dragon Arrives!                              | Mani Haghighi        | Iran                                            | Amir Jadidi, Homayoun Ghanizadeh, Ehsan Goudarzi, Kiana Tajammol |
| Genius – Die tausend Seiten einer Freundschaft | Michael Grandage     | Vereinigtes Königreich, Vereinigte Staaten      | Colin Firth, Jude Law, Nicole Kidman, Laura Linney, Guy Pearce |
| Hedis Hochzeit                                 | Mohamed Ben Attia    | Tunesien, Belgien, Frankreich                   | Majd Mastoura, Rym Ben Messaoud, Sabah Bouzouita, Hakim Boumessoudi, Omnia Ben Ghali                                                                                    |
| Hele Sa Hiwagang Hapis                         | Lav Diaz             | Philippinen, Singapur                           | John Lloyd Cruz, Piolo Pascual, Hazel Orencio, Alessandra De Rossi, Joel Saracho, Susan Africa, Sid Lucero, Ely Buendia, Bernardo Bernardo, Angel Aquino, Cherie Gil    |
| Jeder stirbt für sich allein                   | Vincent Perez        | Deutschland, Frankreich, Vereinigtes Königreich | Brendan Gleeson, Emma Thompson, Daniel Brühl, Mikael Persbrandt |
| Die Kommune                                    | Thomas Vinterberg    | Dänemark, Schweden, Niederlande                 | Trine Dyrholm, Ulrich Thomsen, Helene Reingaard Neumann, Marta Sofie Wallstrøm Hansen, Lars Ranthe, Fares Fares, Magnus Millang, Anne Gry Henningsen, Julie Agnete Vang |
| Midnight Special                               | Jeff Nichols         | Vereinigte Staaten                              | Michael Shannon, Joel Edgerton, Kirsten Dunst, Adam Driver, Jaedan Lieberher, Sam Shepard                                                                               |
| Mit Siebzehn                                   | André Téchiné        | Frankreich                                      | Sandrine Kiberlain, Kacey Mottet Klein, Corentin Fila, Alexis Loret |
| Seefeuer                                       | Gianfranco Rosi      | Italien, Frankreich                             | Dokumentarfilm |
| Soy Nero                                       | Rafi Pitts           | Deutschland, Frankreich, Mexiko                 | Johnny Ortiz, Rory Cochrane, Aml Ameen, Darell Britt-Gibson, Michael J. Harney                                                                                          |
| Tod in Sarajevo                                | Danis Tanović        | Frankreich, Bosnien und Herzegowina             | Jacques Weber, Snežana Vidović, Vedrana Seksan, Muhamed Hadžović, Faketa Salihbegović-Avdagić, Edin Avdagić                                                             |
| United States of Love                          | Tomasz Wasilewski    | Polen, Schweden                                 | Julia Kijowska, Magdalena Cielecka, Dorota Kolak, Marta Nieradkiewicz, Łukasz Simlat, Andrzej Chyra, Tomasz Tyndyk                                                      |
| 24 Wochen                                      | Anne Zohra Berrached | Deutschland                                     | Julia Jentsch, Bjarne Mädel, Johanna Gastdorf, Emilia Pieske |
| Zero Days                                      | Alex Gibney          | Vereinigte Staaten                              | Dokumentarfilm |

Außer Konkurrenz
- Hail, Caesar! (Eröffnungsfilm) – Regie: Joel und Ethan Coen (mit Josh Brolin, George Clooney, Alden Ehrenreich, Ralph Fiennes, Jonah Hill, Scarlett Johansson, Frances McDormand, Tilda Swinton, Channing Tatum)
- Chi-Raq – Regie: Spike Lee (mit Nick Cannon, Wesley Snipes, Teyonah Parris, Jennifer Hudson, Angela Bassett, John Cusack, Samuel L. Jackson)
- Mahana – Eine Maori-Saga – Regie: Lee Tamahori (mit Temuera Morrison, Akuhata Keefe, Nancy Brunning, Jim Moriarty, Regan Taylor, Maria Walker)
- Des nouvelles de la planète Mars – Regie: Dominik Moll (mit François Damiens, Vincent Macaigne, Veerle Baetens, Jeanne Guittet, Tom Rivoire)
- Saint Amour – Drei gute Jahrgänge – Regie: Benoît Delépine, Gustave Kervern (mit Gérard Depardieu, Benoît Poelvoorde, Vincent Lacoste, Céline Sallette)

### Berlinale Shorts
In der Reihe Berlinale Shorts werden Spiel-, Dokumentar-, Experimental- und Animationsfilme mit einer Maximallänge von 30 Minuten (inkl. Abspann) gezeigt. Internationale Beiträge dürfen vor der Berlinale-Aufführung noch nicht außerhalb ihres Entstehungslandes gezeigt worden sein; deutsche Beiträge müssen Weltpremieren sein. Kuratorin der Berlinale Shorts ist seit 2007 die freie Autorin und Filmregisseurin Maike Mia Höhne. Der Internationalen Kurzfilmjury gehören 2016 die aus der Vereinigten Arabischen Emirate stammende Künstlerin Hoor al-Qasimi, die griechische Autorin Katerina Gregos und der israelische Filmemacher Avi Mograbi. Neben dem Goldenen Bär für den besten Kurzfilm und dem Silbernen Bär vergibt die Jury die Nominierung für den Europäischen Kurzfilmpreis und den Audi Short Film Award.
Die Beiträge des Kurzfilmwettbewerbs 2016 wurden am 12. Januar 2016 bekanntgegeben:
| Filmtitel (Verweistitel)                                     | Regie                                   | Land                                | Laufzeit (in min.) |
| ------------------------------------------------------------ | --------------------------------------- | ----------------------------------- | ------------------ |
| Another City                                                 | Pham Ngoc Lan                           | Vietnam                             | 25’                |
| Bai Niao (Weißer Vogel)                                      | Wu Linfeng                              | Volksrepublik China                 | 30’                |
| Balada de um Batráquio (Ballade der Batrachia)               | Leonor Teles                            | Portugal                            | 11’                |
| El Buzo (Der Taucher)                                        | Esteban Arrangoiz                       | Mexiko                              | 16’                |
| Das águas que passam (Vorbeifließende Wasser)                | Diego Zon                               | Brasilien                           | 23’                |
| Estate (Sommer)                                              | Ronny Trocker                           | Frankreich/Belgien                  | 7’                 |
| Freud und Friends                                            | Gabriel Abrantes                        | Portugal                            | 23’                |
| He Who Eats Children                                         | Ben Russell                             | Vereinigte Staaten                  | 25’                |
| Hopptornet (Zehn-Meter-Turm)                                 | Axel Danielson Maximilien Van Aertryck  | Schweden                            | 17’                |
| In the Soldier’s Head                                        | Christine Rebet                         | Vereinigte Staaten/Frankreich       | 4’                 |
| Jin zhi xia mao (Ankern verboten)                            | Chiang Wei Liang                        | Taiwan                              | 16’                |
| Kaputt                                                       | Volker Schlecht Alexander Lahl          | Deutschland                         | 7’                 |
| Love                                                         | Réka Bucsi                              | Frankreich/Ungarn                   | 14’                |
| A Man Returned (Ein Mann kehrt zurück)                       | Mahdi Fleifel                           | Großbritannien/Niederlande/Dänemark | 30’                |
| Moms On Fire                                                 | Joanna Rytel                            | Schweden                            | 12’                |
| Notre Héritage (Unser Vermächtnis)                           | Jonathan Vinel Caroline Poggi           | Frankreich                          | 24’                |
| Oustaz                                                       | Bentley Brown                           | Tschad                              | 21’                |
| personne                                                     | Christoph Girardet Matthias Müller      | Deutschland                         | 15’                |
| Prelude to the General                                       | Pimpaka Towira                          | Thailand                            | 11’                |
| Reluctantly Queer                                            | Akosua Adoma Owusu                      | Ghana/Vereinigte Staaten            | 8’                 |
| Six Cents in the Pocket (Sechs Cent in der Tasche)           | Ricky D’Ambrose                         | Vereinigte Staaten                  | 14’                |
| Tsomet Haruhot (Die Windeskreuzung)                          | Rotem Murat                             | Israel                              | 22’                |
| Die Unzugänglichkeit der griechischen Antike und ihre Folgen | Gerrit Frohne-Brinkmann Paul Spengemann | Deutschland                         | 13’                |
| Vintage Print                                                | Siegfried A. Fruhauf                    | Österreich                          | 13’                |
| Vita Lakamaya                                                | Akihito Izuhara                         | Japan                               | 8’                 |

Außer Konkurrenz
- Los murmullos (Gemurmel) – Regie: Rubén Gámez (Mexiko)

### Berlinale Special
In der Sektion Berlinale Special wurden außergewöhnliche Neuproduktionen gezeigt sowie Filme von oder über Persönlichkeiten, die mit der Berlinale Kamera ausgezeichnet wurden.
Spielfilme
- Den allvarsamma leken (A Serious Game) (Schweden/Dänemark/Norwegen) – Regie: Pernilla August (mit Sverrir Guðnason, Karin Franz Körlof, Liv Mjönes, Mikael Nyqvist, Mikkel Boe Følsgaard)
- Creepy (Japan) – Regie: Kiyoshi Kurosawa (mit Hidetoshi Nishijima, Yuko Takeuchi, Teruyuki Kagawa, Haruna Kawaguchi, Masahiro Higashide)
- Miles Ahead (Vereinigte Staaten) – Regie: Don Cheadle (mit Don Cheadle, Ewan McGregor, Emayatzy Corinealdi, LaKeith Lee Stanfield, Michael Stuhlbarg)
- A Quiet Passion (Vereinigtes Königreich/Belgien) – Regie: Terence Davies (mit Cynthia Nixon, Jennifer Ehle, Keith Carradine, Jodhi May, Catherine Bailey, Emma Bell, Duncan Duff)

Dokumentarfilme
- The Music of Strangers: Yo-Yo Ma and the Silk Road Ensemble (Vereinigte Staaten) – Regie: Morgan Neville (Dokumentarfilm)
- National Bird (Vereinigte Staaten) – Regie: Sonia Kennebeck
- The Seasons in Quincy: Four Portraits of John Berger (Vereinigtes Königreich) – Regie: Colin MacCabe, Christopher Roth, Bartek Dziadosz, Tilda Swinton (Dokumentarfilm)
- Where to Invade Next (Vereinigte Staaten) – Regie: Michael Moore (Dokumentarfilm)

### Panorama
Im Panorama werden 2016 51 Filme aus 33 Ländern gezeigt, darunter 34 Spielfilme und 17 Dokumentarfilme.
Folgende Filme wurden in die Sektion eingeladen:

#### Spielfilme
- Aloys – Regie: Tobias Nölle (Schweiz/Frankreich)
- Antes o tempo não acabava (Time Was Endless) – Regie: Sérgio Andrade und Fábio Baldo (Brasilien/Deutschland)
- Aquí no ha pasado nada (Much Ado about Nothing) – Regie: Alejandro Fernández Almendras (Chile/USA/Frankreich)
- Auf einmal – Deutschland – Regie: Aslı Özge (Deutschland/Niederlande/Frankreich)
- Goat – Regie: Andrew Neel (Vereinigte Staaten)
- Dirty Cops – War on Everyone (War on Everyone) – Regie: John Michael McDonagh (Vereinigtes Königreich)
- Grüße aus Fukushima (Fukushima, mon Amour) – Regie: Doris Dörrie (Deutschland)
- Empörung (Indignation) – Regie: James Schamus (Vereinigte Staaten)
- Das Ende ist erst der Anfang (Les Premiers, les Derniers) – Regie: Bouli Lanners (Frankreich/Belgien)
- La helada negra (The Black Frost) – Regie: Maximiliano Schonfeld (Argentinien)
- I, Olga (Já, Olga Hepnarová) – Regie: Tomáš Weinreb und Petr Kazda (Tschechische Republik/Polen/Slowakische Republik/Frankreich)
- Jonathan – Regie: Piotr J. Lewandowski (Deutschland)
- Jug-yeo-ju-neun Yeo-ja (The Bacchus Lady) – Regie: E J-yong (Südkorea)
- Junction 48 – Regie: Udi Aloni (Israel/Deutschland/Vereinigte Staaten)
- Kater (Tomcat) – Regie: Klaus Händl (Österreich)
- Lantouri – Regie: Reza Dormishian (Iran)
- Little Men – Regie: Ira Sachs (Vereinigte Staaten) – Cross-Section Generation
- Mãe só há uma (Don’t Call me Son) – Regie: Anna Muylaert (Brasilien)
- Maggies Plan (Maggie’s Plan) – Regie: Rebecca Miller (Vereinigte Staaten)
- Nakom – Regie: Kelly Daniela Norris und TW Pittman (Ghana/Vereinigte Staaten)
- Nunca vas a estar solo (You’ll Never Be Alone) – Regie: Álex Anwandter (Chile)
- Raneny Angel (The Wounded Angel) – Emir Baighasin (Kasachstan/Frankreich/Deutschland)
- Remainder – Regie: Omer Fast (Großbritannien/Deutschland)
- El rey del Once (The Tenth Man) – Regie: Daniel Burman (Argentinien)
- La Route d’Istanbul (Road to Istanbul) – Regie: Rachid Bouchareb (Algerien/Frankreich/Belgien)
- S one strane (On the Other Side) – Regie: Zrinko Ogresta (Republik Kroatien/Serbien)
- San Fu Tian (Dog Days) – Regie: Jordan Schiele (Hongkong/Volksrepublik China)
- Shelley – Regie: Ali Abbasi (Dänemark/Schweden)
- Im Todestrakt (Shepherds and Butchers) – Regie: Oliver Schmitz (Südafrika/Vereinigte Staaten/Deutschland)
- Starve Your Dog – Regie: Hicham Lasri (Marokko)
- Sufat Chol (Sand Storm) – Regie: Elite Zexer (Israel)
- Théo & Hugo (Théo et Hugo dans le même bateau) – Regie: Olivier Ducastel und Jacques Martineau (Frankreich)
- The Ones Below – Regie: David Farr (Vereinigtes Königreich)
- While the Women Are Sleeping – Regie: Wayne Wang (Japan)

#### Dokumente
- Brüder der Nacht – Regie: Patric Chiha (Österreich)
- Curumim – Regie: Marcos Prado (Brasilien)
- Don’t Blink – Robert Frank – Regie: Laura Israel (Vereinigte Staaten/Frankreich)
- Europe, She Loves – Regie: Jan Gassmann (Schweiz/Deutschland)
- Hotel Dallas – Regie: Livia Ungur und Sherng-Lee Huang (Rumänien/Vereinigte Staaten)
- Inside the Chinese Closet – Regie: Sophia Luvarà (Niederlande)
- Kiki – Regie: Sara Jordenö (Schweden/USA)
- The Lovers and the Despot – Regie: Rob Cannan und Ross Adam (Vereinigtes Königreich)
- Mapplethorpe: Look at the Pictures – Regie: Fenton Bailey und Randy Barbato (Vereinigte Staaten/Deutschland)
- Mariupolis – Regie: Mantas Kvedaravičius (Litauen/Deutschland/Frankreich/Ukraine)
- Der Ost-Komplex (The GDR Complex) – Regie: Jochen Hick (Deutschland)
- Strike a Pose – Regie: Ester Gould und Reijer Zwaan (Niederlande)
- Uncle Howard – Regie: Aaron Brookner (Vereinigtes Königreich/Vereinigte Staaten)
- WEEKENDS – Regie: Lee Dong-ha (Südkorea)
- Who’s Gonna Love Me Now? – Regie: Tomer Heymann und Barak Heymann (Israel/Vereinigtes Königreich)
- Wu Tu (My Land) – Regie: Fan Jian (Volksrepublik China)
- Zona Norte – Regie: Monika Treut (Deutschland)

#### Teddy Award
Im Rahmen der 66. Berlinale feiert der Teddy Award, hervorgegangen aus der Panorama-Sektion, sein 30-jähriges Jubiläum. Der Teddy-Award ist der weltweit einzige offizielle queere Filmpreis auf einem A-Festival. Folgende Filme werden im Rahmen des Jubiläums wiederaufgeführt:
- 1 Berlin Harlem – Regie: Lothar Lambert und Wolfram Zobus (BR Deutschland, 1974)
- Anders als die Andern – Regie: Richard Oswald (Deutschland, 1919)
- Before Stonewall – Regie: Greta Schiller und Robert Rosenberg (Vereinigte Staaten, 1984) – Info-Schau (heute Panorama) 1985
- Die Betörung der blauen Matrosen – Regie: Ulrike Ottinger (BR Deutschland, 1975)
- Eine ganze Nacht (Toute une nuit/A Whole Night) – Regie: Chantal Akerman (Frankreich/Belgien, 1982) – Info-Schau (heute Panorama) 1983
- Gendernauts – eine Reise durch das Land der Neuen Geschlechter – Regie: Monika Treut (Deutschland, 1999) – Teddy-Gewinner 1988 (Panorama)
- Ich, du, er, sie (Je, tu, il, elle/I, You, He, She) – Regie: Chantal Akerman (Frankreich/Belgien, 1974)
- Im Glaskäfig (Tras el cristal/In a Glass Cage) – Regie: Agustí Villaronga (Spanien, 1987)
- Looking for Langston – Regie: Isaac Julien (Vereinigtes Königreich, 1989) – Teddy-Gewinner 1989 (Panorama)
- Marble Ass – Regie: Želimir Žilnik (Jugoslawien, 1995) – Panorama 1995
- Nitrate Kisses – Regie: Barbara Hammer (Vereinigte Staaten, 1992) – Forum 1993
- Tongues Untied – Regie: Marlon Riggs (Vereinigte Staaten, 1989) – Teddy-Gewinner 1990 (Panorama)
- Versteckspiel (Machboim/Hide and Seek) – Regie: Dan Wolman (Israel 1979) – Info-Schau (heute Panorama) 1985
- The Watermelon Woman – Regie: Cheryl Dunye (Vereinigte Staaten, 1996) – Teddy-Gewinner 1996 (Panorama)
- Die Wiese der Sachen – Regie: Heinz Emigholz (BR Deutschland, 1974–1987) – Teddy-Gewinner 1988 (Panorama)

### Forum
Das Internationale Forum des Jungen Films (kurz: Forum) findet seit 1971 statt und bezeichnet sich selbst als „risikofreudigste Sektion“ der Berlinale. Präsentiert werden Dokumentar- und Spielfilme, darunter Avantgarde-, Experimental- und Essayfilme, Langzeitbeobachtungen und politische Reportagen. Zugelassen waren Filme ab einer Laufzeit von 60 Minuten. Ausländische Produktionen durften auf einem außereuropäischen Festival gezeigt, im Ursprungsland im Fernsehen ausgestrahlt oder über Video-on-Demand vertrieben worden sein. Europäischen Filmen (ausgenommen deutschen Produktionen) war es erlaubt, im Ursprungsland auf einem nationalen Festival veröffentlicht worden zu sein oder eine nationale Kinoauswertung erfahren zu haben. Sektionsleiter ist Christoph Terhechte.
Die 46. Auflage des Forums zeigt 44 Filme im Hauptprogramm, darunter 34 Welt- und zehn internationale Premieren. Parallel existiert seit 2006 das Forum Expanded, das an verschiedenen Orten in Berlin Film- und Video-Installationen präsentiert. Für 2016 sind 42 Europa- und Weltpremieren vorgesehen.
- Akher ayam el madina (In the Last Days of the City) – Regie: Tamer El Said (Ägypten/Deutschland/Vereinigtes Königreich/Vereinigte Arabische Emirate)
- And-Ek Ghes... – Regie: Colorado Velcu und Philip Scheffner (Deutschland)
- Aru michi (A Road) – Regie: Daichi Sugimoto (Japan)
- Baden Baden – Glück aus dem Baumarkt? (Baden Baden) – Regie: Rachel Lang (Belgien/Frankreich)
- Barakah yoqabil Barakah (Barakah Meets Barakah) – Regie: Mahmoud Sabbagh (Saudi-Arabien)
- Bein gderot (Between Fences) – Regie: Avi Mograbi (Israel/Frankreich)
- Deadweight – Regie: Axel Koenzen (Deutschland/Finnland)
- Dubina dva (Depth Two) – Regie: Ognjen Glavonić (Serbien/Frankreich)
- Eldorado XXI – Regie: Salomé Lamas (Portugal/Frankreich)
- Elixir – Regie: Daniil Sintschenko (Russland)
- The End (The Wandering) – Regie: Guillaume Nicloux (Frankreich)
- Fantastic – Regie: Offer Egozy (Vereinigte Staaten)
- Fei cui zhi cheng (City of Jade) – Regie: Midi Z (Taiwan/Myanmar)
- Le Fils de Joseph – Regie: Eugène Green (Frankreich/Belgien)
- Die Geträumten[21] – Regie: Ruth Beckermann (Österreich)
- Havarie – Regie: Philip Scheffner (Deutschland)
- 火 (Hee) – Regie: Kaori Momoi (Japan)
- Homo sapiens – Regie: Nikolaus Geyrhalter (Österreich)
- How Heavy This Hammer – Regie: Kazik Radwanski (Kanada)
- Ilegitim (Illegitimate) – Regie: Adrian Sitaru (Rumänien/Polen/Frankreich)
- Inertia – Regie: Idan Haguel (Israel)
- Kate Plays Christine – Regie: Robert Greene (Vereinigte Staaten)
- Landstück – Regie: Volker Koepp (Deutschland)
- Lao Shi (Old Stone) – Regie: Johnny Ma (Volksrepublik China/Kanada)
- Liliom Ösvény (Lily Lane) – Regie: Benedek Fliegauf (Ungarn)
- A Magical Substance Flows into Me – Regie: Jumana Manna (Palästinensische Gebiete/Deutschland/Vereinigtes Königreich)
- Makhdoumin (A Maid for Each) – Regie: Maher Abi Samra (Libanon/Frankreich/Norwegen/Vereinigte Arabische Emirate)
- Manazil bela abwab (Houses without Doors) – Regie: Avo Kaprealian (Syrien/Libanon)
- Maquinaria Panamericana (Panamerican Machinery) – Regie: Joaquín del Paso (Mexiko/Polen)
- Nikdy nejsme sami (We Are Never Alone) – Regie: Petr Václav (Tschechische Republik/Frankreich)
- P.S. Jerusalem – Regie: Danae Elon (Kanada/Israel)
- Posto avançado do progresso (An Outpost of Progress) – Regie: Hugo Vieira da Silva (Portugal)
- The Revolution Won’t Be Televised – Regie: Rama Thiaw (Senegal)
- Rio Corgo – Regie: Maya Kosa und Sergio da Costa (Schweiz/Portugal)
- Les Sauteurs (Those Who Jump) – Regie: Moritz Siebert, Estephan Wagner und Abou Bakar Sidibé (Dänemark)
- Short Stay – Regie: Ted Fendt (Vereinigte Staaten)
- Ta’ang – Regie: Wang Bing (Hongkong/Frankreich)
- Tales of Two Who Dreamt – Regie: Andrea Bussmann und Nicolás Pereda (Kanada/Mexiko)
- Tempestad – Regie: Tatiana Huezo (Mexiko)
- Toz bezi (Dust Cloth) – Regie: Ahu Öztürk (Türkei/Deutschland)
- Trivisa – Regie: Frank Hui, Vicky Wong und Jevons Au (Hongkong)
- Vlažnost (Humidity) – Regie: Nikola Ljuca (Serbien/Niederlande/Griechenland)
- Yarden (The Yard) – Regie: Måns Månsson (Schweden/Deutschland)
- Zhī fán yè mào (Life after Life) – Regie: Zhang Hanyi (Volksrepublik China)

### Perspektive Deutsches Kino
Die auf Anregung von Dieter Kosslick 2002 entstandene Sektion Perspektive Deutsches Kino präsentiert sowohl kurze als auch lange Spiel-, Dokumentar- und Experimentalfilme von deutschen Nachwuchsfilmemachern mit einer Mindestlänge von 20 min. Sie richtet sich an talentierte Regisseure, die am Beginn ihrer Laufbahn stehen. Eine vorherige Teilnahme der Beiträge an einem Filmfestival war kein Ausschlusskriterium. Sektionsleiterin ist Linda Söffker.
Unter den Beiträgen wird der mit 15.000 Euro dotierte Made in Germany – Förderpreis Perspektive von Glashütte Original vergeben. Es unterstützt den ausgezeichneten Regisseur bei der Drehbuchentwicklung zu einem neuen Projekt.
Eingeladene Beiträge:
Spielfilme
- Agonie – Regie: David Clay Diaz
- Liebmann – Regie: Jules Herrmann
- Lotte – Regie: Julius Schultheiß
- Meteorstraße – Regie: Aline Fischer
- Die Prüfung – Regie: Till Harms
- TORO – Regie: Martin Hawie
- Valentina – Regie: Maximilian Feldmann
- Wer ist Oda Jaune? – Regie: Kamilla Pfeffer
- Wir sind die Flut – Regie: Sebastian Hilger

Kurzfilme
- Las cuatro esquinas del círculo (Kreis mit vier Ecken) – Regie: Katarina Stanković (25 min.)
- Pallasseum – Unsichtbare Stadt – Regie: Manuel Inacker (25 min.)
- A Quiet Place – Regie: Ronny Dörfler (24 min.)

Perspektive-Gäste
- Hinter dem Schneesturm – Regie: Levin Peter (Dokumentarfilm)
- Research Refugees: Meinungsaustausch – Regie: Sophia Bösch und Sophie Linnenbaum (experimenteller Dokumentarfilm)
- Einer von uns – Regie: Stephan Richter (Gewinner des Max Ophüls Preises 2016)[24]

### Generation
Diese Berlinale-Sektion (Bis 2006 Kinderfilmfest) zeigt seit 1978 für Kinder und Jugendliche geeignete internationale Filmproduktionen. Zugelassen waren Langfilme mit einer Laufzeit von mindestens 60 Minuten und Kurzfilme mit maximal 20 Minuten Spieldauer, die innerhalb von zwölf Monaten vor Festivalbeginn fertiggestellt wurden. Ausländische Produktionen dürfen vorab auf einem außereuropäischen Festival gezeigt, im Ursprungsland im Fernsehen ausgestrahlt oder über Video-on-Demand vertrieben werden. Europäischen Filmen (ausgenommen deutschen Produktionen) ist es vorab erlaubt, im Ursprungsland, auf einem nationalen Festival bzw. expliziten Kinder- bzw. Jugendfilmfestival veröffentlicht oder eine nationale Kinoauswertung erfahren zu haben. Sektionsleiterin ist Maryanne Redpath.
Als Auszeichnung wird je ein Gläserner Bär von einer Kinder- (elf Berliner Kinder im Alter von 11 bis 14 Jahren) und Jugendjury (sieben Jugendliche zwischen 14 und 18 Jahren) an einen Spielfilm und eine Dokumentation vergeben. Separat existiert eine internationale Generation-Kplus-Jury, die vom Deutschen Kinderhilfswerk gestiftete Geldpreise für den besten Lang- und Kurzfilm vergibt. Eine weitere internationale Jury vergibt im Auftrag der Bundeszentrale für politische Bildung ebenfalls einen Großen Preis für den besten Langfilm und einen Spezialpreis für den besten Kurzfilm.
Insgesamt wurden 63 Lang- und Kurzfilme aus 35 Produktions- und Koproduktionsländern eingeladen:

#### Generation Kplus
Spielfilme
- Ente gut! Mädchen allein zu Haus – Regie: Norbert Lechner (Deutschland)
- Genç Pehlivanlar (Young Wrestlers) – Regie: Mete Gümürhan (Türkei/Niederlande)
- Jamais contente – Regie: Emilie Deleuze (Frankreich)
- Little Men – Regie: Ira Sachs (Vereinigte Staaten)
- Mavi Bisiklet (Blue Bicycle) – Regie: Ümit Köreken (Türkei/Deutschland)
- Ottaal (The Trap) – Regie: Jayaraj Rajasekharan Nair (Indien)
- Rara – Regie: Pepa San Martín (Chile/Argentinien)
- Rauf – Regie: Barış Kaya und Soner Caner (Türkei)
- Siv sover vilse (Siv Sleeps Astray) – Regie: Catti Edfeldt und Lena Hanno Clyne (Schweden/Niederlande)
- Solan og Ludvig – Herfra til Flåklypa (Louis & Nolan – The Big Cheeserace) – Regie: Rasmus Sivertsen (Norwegen)
- Molly Monster – Der Kinofilm – Regie: Ted Sieger, Matthias Bruhn und Michael Ekbladh (Deutschland/Schweiz/Schweden)
- Woorideul (The World of Us) – Regie: Yoon Ga-eun (Südkorea)
- Zud – Regie: Marta Minorowicz (Deutschland/Polen)

Kurzfilme
- Aurelia y Pedro (Aurelia and Pedro) – Regie: Omar Robles und José Permar (Mexiko)
- The Boyfriend Game – Regie: Alice Englert (Australien)
- Cats & Dogs – Regie: Gerd Gockell und Jesús Pérez (Schweiz/Deutschland)
- Chopping Onions – Regie: Adinah Dancyger (Vereinigte Staaten)
- El inicio de Fabrizio (Fabrizio’s Initiation) – Regie: Mariano Biasin (Argentinien)
- En la azotea (On the Roof) – Regie: Damià Serra Cauchetiez (Spanien)
- Kill Your Dinner – Regie: Bryn Chainey (Australien)
- Le renard minuscule (The Teeny-Weeny Fox) – Regie: Aline Quertain und Sylwia Szkiladz (Frankreich/Schweiz/Belgien)
- Lili – Regie: Siri Melchior (Dänemark/Großbritannien)
- Little Doll – Regie: Kate Dolan (Irland)
- Neiwa – Regie: Abraham Cruz Herrera und Javier Vázquez Cervantes (Mexiko)
- Nina – Regie: Emmanuel Elliah und Maria Körkel (Belgien)
- Ninnoc – Regie: Niki Padidar (Niederlande)
- Semele – Regie: Myrsini Aristidou (Vereinigte Staaten/Zypern)
- Simon’s Cat: Off to the Vet – Regie: Simon Tofield (Vereinigtes Königreich)
- Skatekeet – Regie: Edward Cook (Niederlande)
- Take Your Partners – Regie: Siri Rodnes (Vereinigtes Königreich)
- Zeezucht (Jonas and the Sea) – Regie: Marlies van der Wel (Niederlande)

#### Generation 14plus
Spielfilme
- 6A – Regie: Peter Modestij (Schweden)
- Ani ve snu! (In Your Dreams!) – Regie: Petr Oukropec (Tschechische Republik/Slowakische Republik/Bulgarien)
- Avant les rues (Before the Streets) – Regie: Chloé Leriche (Kanada)
- Born to Dance – Regie: Tammy Davis (Neuseeland)
- Es esmu šeit (Mellow Mud) – Regie: Renars Vimba (Lettland)
- Girl Asleep – Regie: Rosemary Myers (Australien)
- Ma Révolution (My Revolution) – Regie: Ramzi Ben Sliman (Frankreich)
- Las Plantas (Plants) – Regie: Roberto Doveris (Chile)
- Royahaye Dame Sobh (Starless Dreams) – Regie: Mehrdad Oskouei (Iran)
- Sairat (Wild) – Regie: Nagraj Manjule (Indien)
- El soñador (The Dreamer) – Regie: Adrián Saba (Peru/Frankreich)
- Trjapitschny Sojus (Rag Union) – Regie: Michail Mestezki (Russland)
- Valderama – Regie: Abbas Amini (Iran)
- What’s in the Darkness – Regie: Yichun Wang (Volksrepublik China)
- Zhaleika – Regie: Eliza Petkova (Deutschland)

Kurzfilme
- Balcony – Regie: Toby Fell-Holden (Vereinigtes Königreich)
- The Ballad of Immortal Joe – Regie: Hector Herrera (Kanada)
- Berlin Metanoia – Regie: Erik Schmitt (Deutschland)
- Blind Vaysha – Regie: Theodore Ushev (Kanada)
- Carousel – Regie: Kal Weber (Vereinigtes Königreich)
- Crystal Lake – Regie: Jennifer Reeder (Vereinigte Staaten)
- El Edén (Eden) – Regie: Andrés Ramírez Pulido (Kolumbien)
- Jacked – Regie: Rene Pannevis (Vereinigtes Königreich)
- Kroppen är en ensam plats (The Body Is a Lonely Place) – Regie: Ida Lindgren (Schweden)
- Léchez-nous, Miaou, Miaou! (Lick Us, Meow, Meow!) – Regie: Marie de Maricourt (Schweiz)
- Mamma vet bäst (Mother Knows Best) – Regie: Mikael Bundsen (Schweden)
- Mushkie – Regie: Aleeza Chanowitz (Israel)
- O noapte in Tokoriki (A Night in Tokoriki) – Regie: Roxane Stroe (Rumänien)
- Refugee Blues – Regie: Stephan Bookas und Tristan Daws (Vereinigtes Königreich)
- Sensiz (Without You) – Regie: Nariman Alijew (Ukraine)
- Spoetnik – Regie: Noël Loozen (Niederlande)
- That Day – Regie: Stephanie Ard (Vereinigte Staaten)

### Retrospektive, Berlinale Classics und Hommage
Seit 1977 werden in Zusammenarbeit mit der Deutschen Kinemathek filmhistorische Retrospektiven auf der Berlinale veranstaltet. 2016 werden unter dem Titel Deutschland 1966 – Filmische Perspektiven in Ost und West ca. 20 Spiel- und Dokumentarfilme aus Kino und Fernsehen der BRD und der DDR zu sehen sein, darunter auch sogenannte Kellerfilme. Die Programmgalerie der Deutschen Kinemathek – Museum für Film und Fernsehen soll erstmals die Retrospektive mit einer Sonderausstellung mit einer großen Auswahl an Fernsehsendungen aus dem Jahr 1966 ergänzen.
Daneben werden in der Reihe Berlinale Classics wieder neue Restaurierungen von Filmklassikern und wiederentdeckten Werke ins Programm genommen. Hierzu gehört die Weltpremiere der von der Friedrich-Wilhelm-Murnau-Stiftung digital restaurierten Fassung von Fritz Langs Stummfilm Der müde Tod (1921) am 12. Februar 2016 im Friedrichstadt-Palast sowie die überwiegend digital restaurierten Fassungen von Yasujirō Ozus Weizenherbst (Originaltitel: Bakushu, 1951), John Hustons Fat City (1972), Hou Hsiao-Hsiens Ni Luo He Nu Er (Daughter of the Nile) (1987), James Whales The Road Back (1937) und Heiner Carows Die Russen kommen (1968/87).

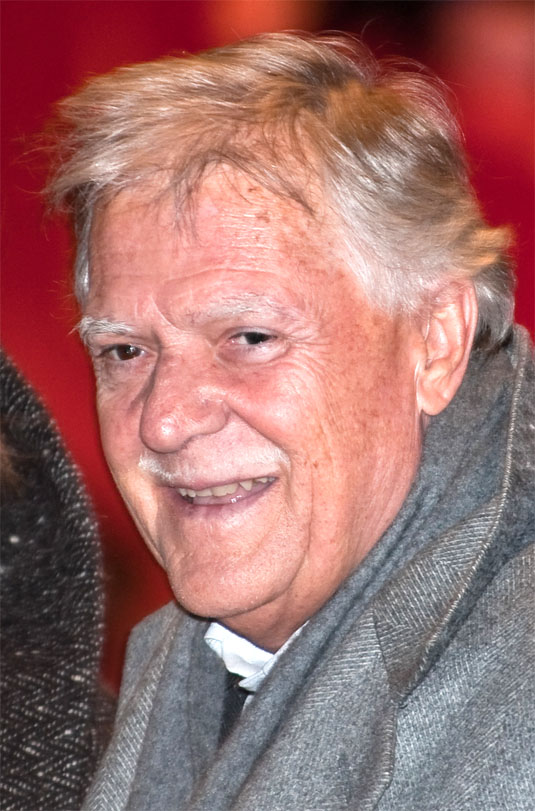
Michael Ballhaus, Empfänger des Goldenen Ehrenbären

Eine Werkschau widmet sich im 66. Jahr der Berlinale als „Hommage“ dem Schaffen von Michael Ballhaus, der mit dem Goldenen Ehrenbären für sein Lebenswerk ausgezeichnet wird. Es umfasst etwa 130 Kino- und Fernsehfilme, darunter 15 Filme mit Rainer Werner Fassbinder und sieben mit Martin Scorsese. Ballhaus hatte 1990 als Jurypräsident fungiert und war bereits 2006 mit der Berlinale-Kamera für seine Verdienste um den Film ausgezeichnet worden.
Gezeigt werden folgende Filme, bei denen Ballhaus als Kameramann tätig war:
- Martha (1974) – Regie: Rainer Werner Fassbinder
- Die Farbe des Geldes (The Color of Money, 1986) – Regie: Martin Scorsese
- Die Waffen der Frauen (Working Girl, 1988) – Regie: Mike Nichols
- Die fabelhaften Baker Boys (The Fabulous Baker Boys, 1989) – Regie: Steve Kloves
- GoodFellas – Drei Jahrzehnte in der Mafia (Goodfellas, 1990) – Regie: Martin Scorsese
- Bram Stoker’s Dracula (1992) – Regie: Francis Ford Coppola
- Zeit der Unschuld (The Age of Innocence, 1993) – Regie: Martin Scorsese
- Quiz Show (1994) – Regie: Robert Redford
- Gangs of New York (2002) – Regie: Martin Scorsese
- 3096 Tage (2013) – Regie: Sherry Hormann

## Preisträger
Internationaler Wettbewerb
- Goldener Bär: Seefeuer von Gianfranco Rosi
- Silberner Bär – Großer Preis der Jury: Tod in Sarajevo von Danis Tanović
- Alfred-Bauer-Preis: Hele Sa Hiwagang Hapis von Lav Diaz
- Silberner Bär – Beste Regie: Mia Hansen-Løve für Alles was kommt
- Silberner Bär – Beste Darstellerin: Trine Dyrholm für Die Kommune
- Silberner Bär – Bester Darsteller: Majd Mastour für Hedis Hochzeit
- Silberner Bär – Bestes Drehbuch: Tomasz Wasilewski für United States of Love
- Silberner Bär – Herausragende künstlerische Leistung: Mark Lee Ping-Bing für die Kamera in Chang Jiang Tu

Berlinale Shorts
- Goldener Bär für den besten Kurzfilm: Balada de um Batráquio von Leonor Teles
- Silberner Bär – Preis der Jury: A Man Returned von Mahdi Fleifel
- Audi-Kurzfilmpreis: Jin zhi xia mao von Chiang Wei Liang
- Berlinale-Nominierung für den Europäischen Filmpreis: A Man Returned von Mahdi Fleifel

Erstlingsfilm
- Bester Erstlingsfilm: Hedis Hochzeit (Inhebbek Hedi) von Mohamed Ben Attia

Generation
- Gläserner Bär (Generation Kplus): Ottaal von Jayaraj Rajasekharan Nair
- Gläserner Bär (Generation 14plus): Es esmu šeit von Renārs Vimba

Unabhängige Jurys
- FIPRESCI-Preis: Smrt u Sarajevu / Mort à Sarajevo von Danis Tanović (Wettbewerb), Aloys von Tobias Nölle (Panorama), The Revolution Won’t Be Televised von Rama Thiaw (Forum)
- Teddy Award für den besten Spielfilm mit LGBT-Bezug: Kater von Klaus Händl
- Panorama Publikumspreis
  - Bester Spielfilm: Junction 48 von Udi Aloni
  - Bester Dokumentarfilm: Who’s Gonna Love Me Now? von Barak Heymann und Tomer Heymann

Ehrenpreise
- Goldener Ehrenbär: Michael Ballhaus
- Berlinale Kamera: Ben Barenholtz, Tim Robbins, Marlies Kirchner